# Třída Bangor
Třída Bangor byla lodní třída britských pobřežních minolovek z období druhé světové války. Celkem bylo rozestavěno 59 jednotek této třídy. Za druhé světové války jich za 55 získalo britské královské námořnictvo a královská námořnictva Indie a Kanady, přičemž další čtyři ukořistilo a (v různých podobách) dostavělo také Japonsko. Po válce část minolovek získala námořnictva dalších zemí. Další získaly soukromé vlastníky.

## Stavba

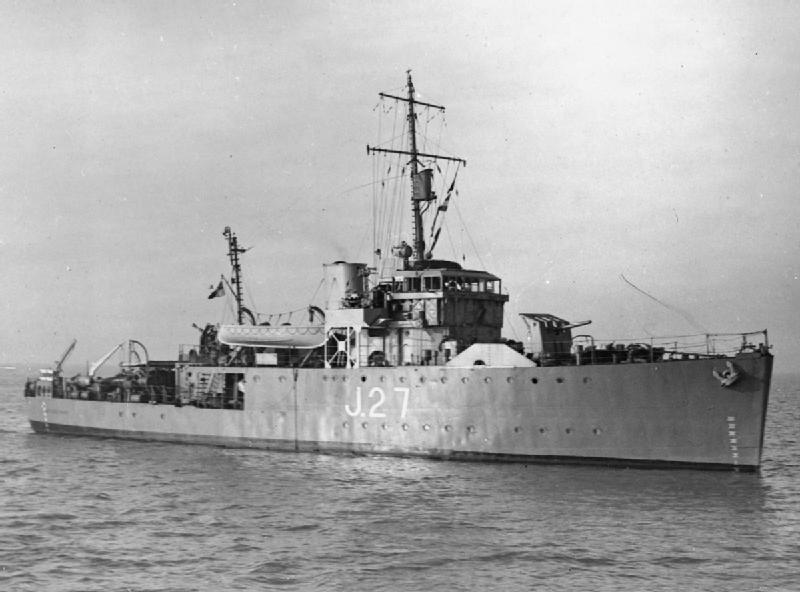
HMS Blackpool (J27)

Celkem bylo britskými a kanadskými loděnicemi postaveno 55 jednotek této třídy. Podle typu pohonu se dělily do tří skupin, někdy označovaných jako třídy Bangor, Blyth a Ardrossan. První skupinu poháněly diesely, druhou parní stroje a třetí parní turbíny. Plavidla s dieselovým pohonem měla o několik metrů kratší trup. Rovněž rozměry a výzbroj se lišily.

## Konstrukce

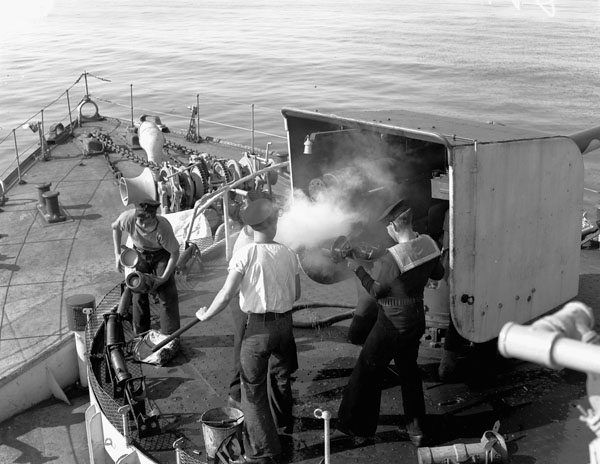
Střelba ze 102mm kanónu

Během služby se výzbroj plavidel měnila. Jejím základem byl 76mm kanón na přídi, který doplňovaly další lehčí zbraně. Na zádi bylo minolovné vybavení.
Třída se dělila na tři skupiny lišící se typem pohonu. První skupina měla diesely (výkon 2000 bhp), druhá parní stroje (výkon 2400 IHP) a třetí poháněly parní turbíny (výkon 2400 shp). Ve všech případech pohonný systém poháněl dva lodní šrouby. Nejvyšší rychlost dosahovala 16 uzlů.

## Služba
Za druhé světové války bylo potopeno celkem devět minolovek této třídy. Dvě další byly neopravitelně poškozeny.
- HMS Cromer (J128) – 9. listopadu 1942 u Marsá Matruh potopena minou.
- HMS Hythe (J194) – 11. října 1943 u Bidžáje potopena německou ponorkou U-371.
- HMS Cromarty (J09) – 23. října 1943 u Sardinie potopena minou.
- HMCS Chedabucto (J168) – 31. října 1943 potopila se po srážce s lodí Lord Kelvin.
- HMS Felixstowe (J126) – 18. prosince 1943 u Sardinie potopena minou.
- HMS Clacton (J151) – 31. prosince 1943 u Korsiky potopena minou.
- HMS Peterhead (J59) – 8. června 1944 u Normandie neopravitelně poškozena minou.
- HMCS Mulgrave (J313) – 8. října 1944 těžce poškozena minou, neopravena.
- HMCS Clayoquot (J174) – 24. prosince 1944 potopena německou ponorkou U-806.
- HMCS Guysborough (J52) – 17. března 1945 potopena německou ponorkou U-868.
- HMCS Esquimalt (J272) – 16. dubna 1945 potopena německou ponorkou U-190.

## Uživatelé

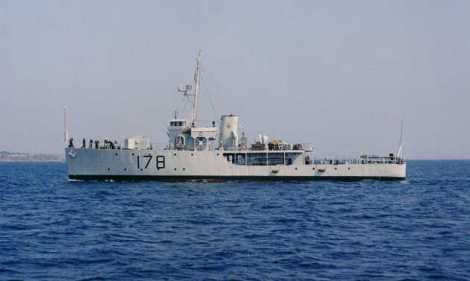
HMCS Brockville

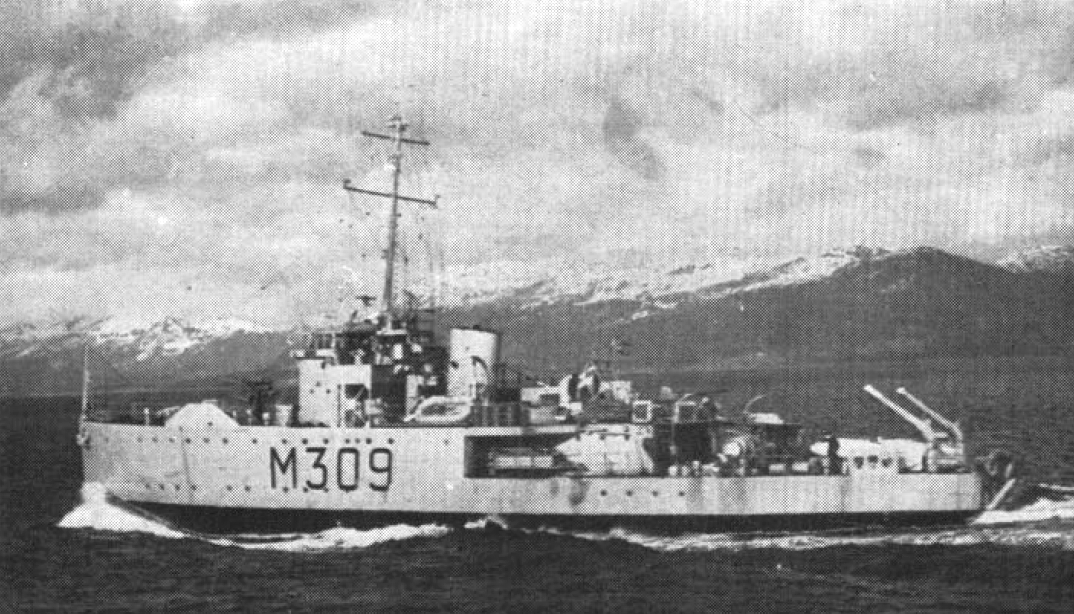
Norská minolovka Glomma (M309)

- Myanmar (Barma) – Získalo minolovku Chinthe (ex Seaham). Potopila se na mině.[3]

- Egypt – Po válce získal celkem čtyři minolovky – Nasr (ex Bude), Matruh (ex Stornoway), Sollum (ex Wedgeport).[4]

- Indie – Za války ji byla předána část minolovek této třídy.

- Japonsko – V Hongkongu ukořistilo několik rozestavěných minolovek, které dokončilo. Lantan sloužila jako obchodní loď, Lyemun jako dělový člun Nanyo, Taitam jako minolovka (101)[5] a Waglan jako minolovka (102).[6]

- Kanada – Za války provozovala část minolovek této třídy.

- Norsko – Po válce získalo minolovky Glomma (ex Bangor) a Tana (ex Blackpool). Vyřazeny byly roku 1961.[7]

- Pákistán – Po válce získal celkem čtyři minolovky – Baluchistan (M182, ex Greenock), Peshawar (M55, ex Malwa), Dacca (M245, ex Oudh) a Chittagong (ex Kathiawar, Hartlepool).[8]

- Portugalsko – V letech 1946 a 1950 získána plavidla Almirante Lacerda (ex Caraquet) a Commandante Almeida Corvalho (od roku 1965 Cacheu, ex Fort York). Portugalské námořnictvo je používalo jako korvety. Vyřazeny 1975 a 1971.[9]

- Turecko – V letech 1957-1958 zakoupilo 10 minolovek třídy Bangor, které nasadilo jako hlídkové lodě. Plavidla byla pojmenována Bafra (P121, ex Nipigon), Beycoz (P122, ex Blairmore), Beylerbeyi (P123, ex Mahone), Biga (P124, ex Medicine Hat), Bodrum (P125, ex Fort William), Bornova (P126, ex Westmount), Bozcaada (P127, ex Swift Current), Buyukdere (P128, ex Sarnia), Bandirma (P129, ex Kenora) a Bartin (P130, ex Kentville).[10]